# Valaravà
Valaravà (en llatí: Valaravans) va ser, segons la Getica de Jordanes, un noble gretung de la dinastia dels Amalos del segle iv. Era fill de Vuldulf, respectivament el fill i germà dels reis Aquiulf i Hermenric, i pare del rei Vinitari, un noble que en data desconeguda va derrotar els antes. Probablement el seu nom sigui originari del got Wala-hrabns, que hauria evolucionat a Wal-raban (unió de les paraules "camp de batalla" i "corb").